# Saint-Léger-du-Ventoux
Saint-Léger-du-Ventoux é uma comuna francesa na região administrativa da Provença-Alpes-Costa Azul, no departamento de Vaucluse. Estende-se por uma área de 19,29 km². Em 2010 a comuna tinha 33 habitantes (densidade: 1,7 hab./km²).